# Polytrichastrum alpinum
Polytrichastrum alpinum (Hedw.) G.L. Sm., 1971 è un muschio della famiglia Polytrichaceae, con distribuzione cosmopolita.

## Descrizione
È una specie morfologicamente molto variabile sia per dimensioni dei fusti (mediamente da 1 a 6 cm, sino a 14 cm in alcune varietà), che per colorazione, che va dal verde opaco al brunastro, rossastro con l'età.

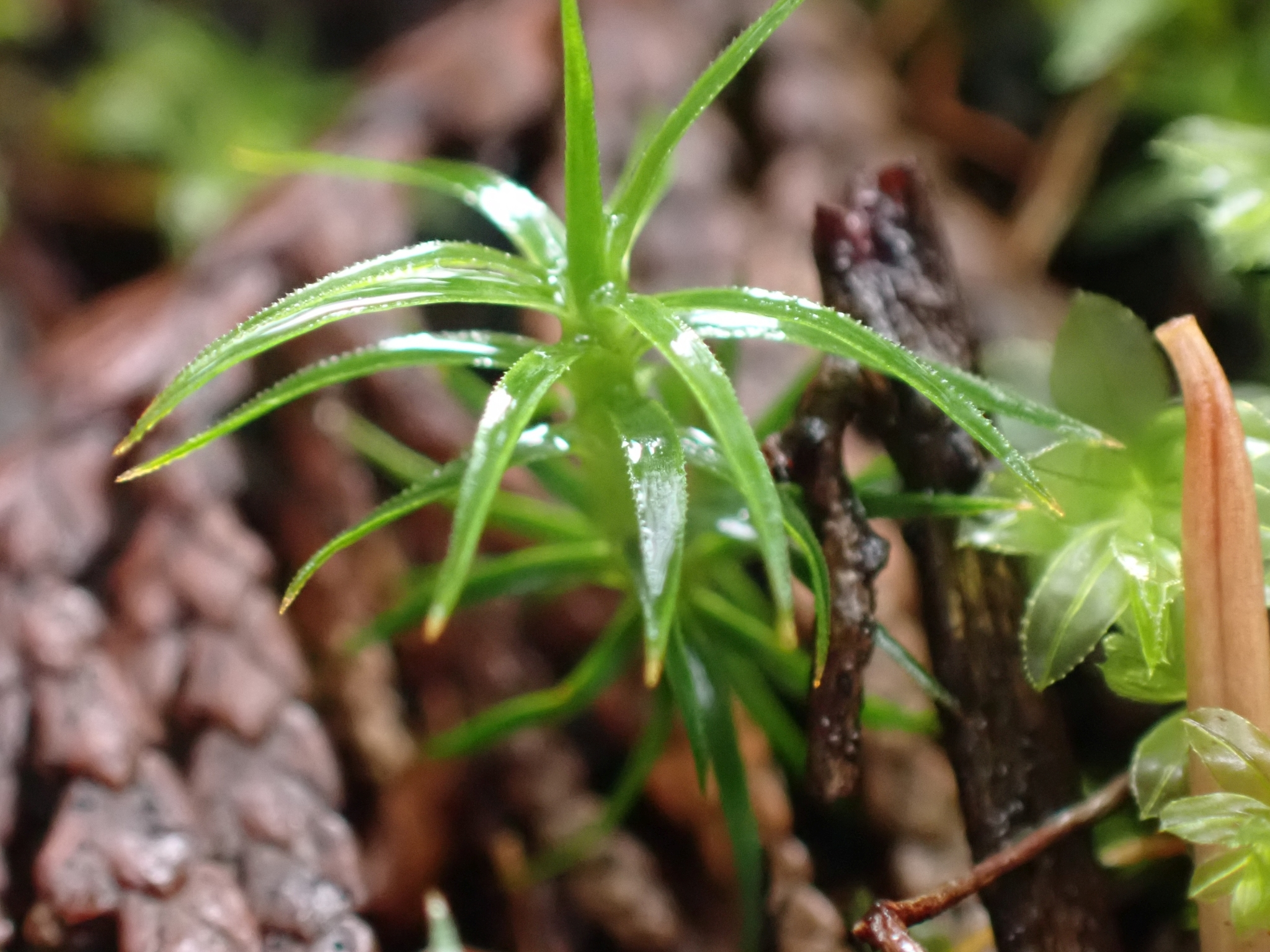
Dettaglio delle foglie

Le foglie, lunghe da 4 a 19 mm (mediamente 5–8 mm), hanno una base membranacea più o meno espansa, inguainante il fusto, e sono di forma lanceolata, con apice acuminato; sono erette e aderenti al fusto quando asciutte, mentre in presenza di acqua divergono e si allargano verso l'esterno.
Dalla nervatura centrale della foglia si diparte una serie di lamelle composte da 5-8 cellule, com margine intero ed apice inspessito; in sezioni ingrandite le cellule apicali, da giallastre a marrone scuro, da ovate a strettamente ovate, appaiono con pareti laterali fortemente ispessite e lume strettamente pentagonale e appuntito all'apice, grossolanamente papilloso; le cellule basali e mediane sono invece di forma grossolanamente rettangolare, con pareti sottili.

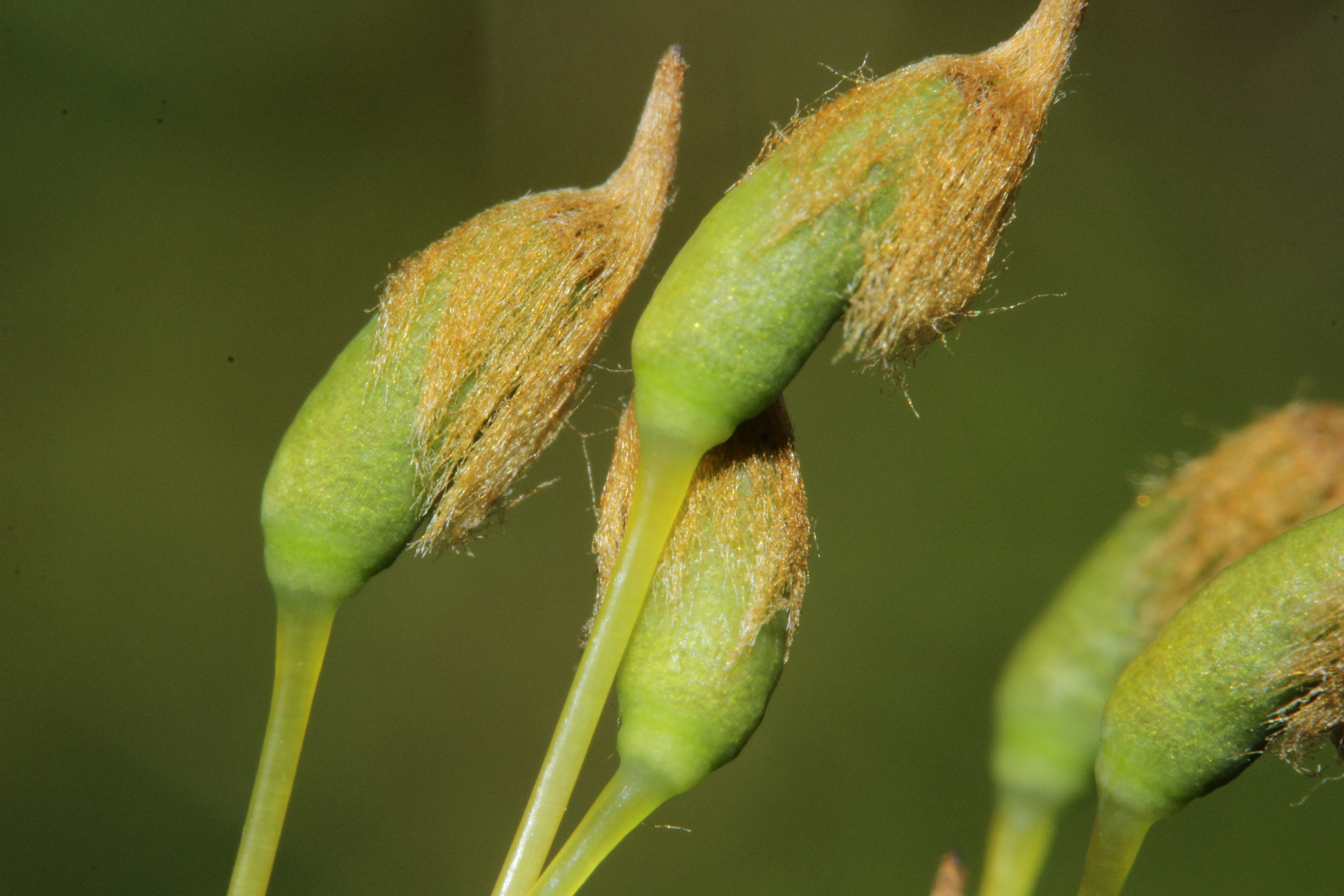
Dettaglio delle capsule

Le capsule, lunghe mediamente 3–5 mm, di forma variabile da sferica a cilindrica, sono sorrette da una seta lunga 1–5 cm, brunastra.
Il peristomio presenta una fila di 45-50 denti lunghi 150-250 µm, alcuni dei quali a sviluppo incompleto o irregolare.
Le spore sono globulari, con diametro di 14-20 µm.

## Distribuzione e habitat
È una specie a distribuzione cosmopolita, presente in tutti i continenti compresa l'Antartide.
La sua presenza al di sotto del 60º parallelo sud fu documentata per la prima volta nel 1821 da James Eights, membro della prima spedizione antartica statunitense (Spedizione Palmer-Pendleton 1829-1831), che raccolse dei campioni da erbario di questa specie sull'Isola di re Giorgio, la più grande delle isole Shetland Meridionali, situata circa 160 km a nord della penisola Antartica.
Può crescere in una varietà di habitat, in ombra o in pieno sole, su suoli freschi o umidi, poveri di sostanze nutrienti. È in grado anche di colonizzare substrati rocciosi.

## Tassonomia
Sono note le seguenti varietà:
- Polytrichastrum alpinum var. alpinum
- Polytrichastrum alpinum var. fragariforme (W.X.Xu & R.L.Xiong) Redf. & P.C.Wu
- Polytrichastrum alpinum var. sylvaticum (Menzies) G.L.Merr.